# Tour de Drenthe féminin 2008
La 2e édition du Tour de Drenthe féminin a eu lieu le 12 avril 2008. C'est la quatrième épreuve de la Coupe du monde de cyclisme sur route féminine 2008. Elle est remportée par la Néerlandaise Chantal Beltman.

## Équipes
| Équipes féminines professionnelles (15)- AA Drink-Cycling Team - DSB Bank - Bigla - Bizkaia-Durango - Cervélo-Lifeforce - Flexpoint - Gauss RDZ Ormu - ELK Haus - High Road Women - Menikini-Selle Italia-Masters Color - Equipe Nürnberger Versicherung - Team Specialized Designs for Women - Topsport Vlaanderen Thompson Ladies - Vienne Futuroscope - Vrienden van het Platteland Équipes nationales (6)- Australie - Canada - États-Unis - France - Pays-Bas - Ukraine |
| |

## Récit de la course
La météo est froide et dégagée. Dans la première section pavée, Suzanne de Goede crève alors qu'elle est bien placée. Son équipe lui prête assistance mais y laisse beaucoup de force. À la sortie de ce secteur, un gros groupe de favorites se forme. Il est composé de : Judith Arndt, Chantal Beltman, Ina-Yoko Teutenberg, Linda Villumsen, Oenone Wood, Angela Brodtka, Marianne Vos, Noemi Cantele, Kristin Armstrong, Sarah Düster, Emma Rickards, Christiane Söder, Priska Doppmann, Amber Neben, Kirsten Wild, Irene van den Broek, Elodie Touffet, Grete Treier, Liesbet De Vocht,  An Van Rie, Silvia Parietti  et Grace Verbeke. Son avance atteint une minute quarante-cinq sur le reste du peloton. Sur la fin du dernier secteur pavé, situé à soixante-dix kilomètres de l'arrivée, Chantal Beltman, Sarah Düster et Elodie Touffet sortent de ce groupe. Elles prennent rapidement trois minutes sur leurs poursuivantes. Lors de la seconde ascension du mont VAM, elle est de deux minutes trente. La formation DSB Bank de Marianne Vos et AA-Drink de Kirsten Wild prennent la chasse en main. L'appuie de la formation Flexpoint vient réduire l'écart à la minute. Après l'ultime montée du mont VAM, l'écart n'est plus que d'une vingtaine de secondes. Amber Neben tente de revenir seule sur le trio. Elle est suivie par Noemi Cantele  puis Emma Johansson ce qui ramène l'ensemble du peloton. À cinq kilomètres de l'arrivée, Chantal Beltman attaque. L'écart est alors de seulement huit secondes. Sarah Düster et Elodie Touffet sont reprises, tandis que Chantal Beltman parvient à rallier l'arrivée en vainqueur. Derrière, Marianne Vos est la plus rapide du sprint devant Ina-Yoko Teutenberg.

## Classements

### Classement final
| \| Classement général \| Classement général \| Classement général \| Classement général \| Classement général \| \| Coureuse \| Coureuse \| Pays \| Équipe \| Temps \| \| ------------------ \| ------------------- \| ------------------ \| ----------------------------------- \| ------------------ \| \| 1re \| Chantal Beltman \| Pays-Bas \| High Road Women \| 3 h 32 min 01 s \| \| 2e \| Marianne Vos \| Pays-Bas \| DSB Bank \| + 6 s \| \| 3e \| Ina-Yoko Teutenberg \| Allemagne \| High Road Women \| + 6 s \| \| 4e \| Suzanne de Goede \| Pays-Bas \| Equipe Nürnberger Versicherung \| + 6 s \| \| 5e \| Rochelle Gilmore \| Australie \| Menikini-Selle Italia-Masters Color \| + 6 s \| \| 6e \| Alexandra Wrubleski \| Canada \| Canada \| + 6 s \| \| 7e \| Liesbet De Vocht \| Belgique \| Vrienden van het Platteland \| + 6 s \| \| 8e \| Kirsten Wild \| Pays-Bas \| AA Drink-Cycling Team \| + 6 s \| \| 9e \| Julia Martisova \| Russie \| Gauss RDZ Ormu \| + 6 s \| \| 10e \| Kristin Armstrong \| États-Unis \| Cervélo Lifeforce \| + 6 s \| |                     |            |                                     |                 |
| |                     |            |                                     |                 |
| Source : Cycling Quotient |                     |            |                                     |                 |
| Classement général |                     |            |                                     |                 |
| Coureuse | Coureuse            | Pays       | Équipe                              | Temps           |
| 1re | Chantal Beltman     | Pays-Bas   | High Road Women                     | 3 h 32 min 01 s |
| 2e | Marianne Vos        | Pays-Bas   | DSB Bank                            | + 6 s           |
| 3e | Ina-Yoko Teutenberg | Allemagne  | High Road Women                     | + 6 s           |
| 4e | Suzanne de Goede    | Pays-Bas   | Equipe Nürnberger Versicherung      | + 6 s           |
| 5e | Rochelle Gilmore    | Australie  | Menikini-Selle Italia-Masters Color | + 6 s           |
| 6e | Alexandra Wrubleski | Canada     | Canada                              | + 6 s           |
| 7e | Liesbet De Vocht    | Belgique   | Vrienden van het Platteland         | + 6 s           |
| 8e | Kirsten Wild        | Pays-Bas   | AA Drink-Cycling Team               | + 6 s           |
| 9e | Julia Martisova     | Russie     | Gauss RDZ Ormu                      | + 6 s           |
| 10e | Kristin Armstrong   | États-Unis | Cervélo Lifeforce                   | + 6 s           |

## Liste des participantes
| Légende | Légende                                                                    | Légende | Légende                                                    |
| ------- | -------------------------------------------------------------------------- | ------- | ---------------------------------------------------------- |
| Num     | Dossard de départ porté par le coureur sur ce Tour de Drenthe féminin      | Pos     | Position à l'arrivée de la course                          |
|         | Indique un maillot de champion national ou mondial, suivi de sa spécialité | NP      | Indique un coureur qui n'a pas pris le départ de la course |
| AB      | Indique un coureur qui n'a pas terminé la course                           | HD      | Indique un coureur qui a terminé la course hors des délais |

| DSB Bank DSB | DSB Bank DSB           | DSB Bank DSB |
| ------------ | ---------------------- | ------------ |
| Num          | Coureuse               | Pos          |
| 1            | Adrie Visser (NED)     | 55e          |
| 2            | Marianne Vos (NED)     | 2e           |
| 3            | Angela Hennig (GER)    | 11e          |
| 4            | Sharon van Essen (NED) | 36e          |
| 5            | Andrea Bosman (NED)    | 56e          |
| 6            | Tina Liebig (GER)      | 69e          |

| High Road Women TMP | High Road Women TMP       | High Road Women TMP |
| ------------------- | ------------------------- | ------------------- |
| Num                 | Coureuse                  | Pos                 |
| 11                  | Chantal Beltman (NED)     | 1re                 |
| 12                  | Ina-Yoko Teutenberg (GER) | 3e                  |
| 13                  | Judith Arndt (GER)        | 14e                 |
| 14                  | Linda Villumsen (DEN)     | 16e                 |
| 15                  | Oenone Wood (AUS)         | 17e                 |
| 16                  | Katherine Bates (AUS)     | 58e                 |

| Cervélo Lifeforce RLT | Cervélo Lifeforce RLT   | Cervélo Lifeforce RLT |
| --------------------- | ----------------------- | --------------------- |
| Num                   | Coureuse                | Pos                   |
| 21                    | Kristin Armstrong (USA) | 10e                   |
| 22                    | Emma Rickards (AUS)     | 18e                   |
| 23                    | Priska Doppmann (SUI)   | 19e                   |
| 24                    | Sarah Düster (GER)      | 29e                   |
| 25                    | Christiane Soeder (AUT) | 41e                   |
| 26                    | Pascale Schnider (SUI)  | 54e                   |

| Equipe Nürnberger Versicherung NUR | Equipe Nürnberger Versicherung NUR | Equipe Nürnberger Versicherung NUR |
| ---------------------------------- | ---------------------------------- | ---------------------------------- |
| Num                                | Coureuse                           | Pos                                |
| 31                                 | Suzanne de Goede (NED)             | 4e                                 |
| 32                                 | Charlotte Becker (GER)             | AB                                 |
| 33                                 | Christina Becker (GER)             | AB                                 |
| 34                                 | Eva Lutz (GER)                     | AB                                 |
| 35                                 | Regina Schleicher (GER)            | AB                                 |
| 36                                 | Trixi Worrack (GER)                | AB                                 |

| Menikini-Selle Italia-Masters Color MSI | Menikini-Selle Italia-Masters Color MSI | Menikini-Selle Italia-Masters Color MSI |
| --------------------------------------- | --------------------------------------- | --------------------------------------- |
| Num                                     | Coureuse                                | Pos                                     |
| 41                                      | Rochelle Gilmore (AUS)                  | 5e                                      |
| 42                                      | Oxana Kozonchuk (RUS)                   | 20e                                     |
| 43                                      | Silvia Valsecchi (ITA)                  | AB                                      |
| 44                                      | Kori Seehafer (USA)                     | AB                                      |
| 45                                      | Trine Schmidt (DEN)                     | AB                                      |

| Bigla BCT | Bigla BCT              | Bigla BCT |
| --------- | ---------------------- | --------- |
| Num       | Coureuse               | Pos       |
| 51        | Noemi Cantele (ITA)    | 25e       |
| 52        | Nicole Brändli (SUI)   | 42e       |
| 53        | Zulfiya Zabirova (KAZ) | 43e       |
| 54        | Andrea Graus (AUT)     | 62e       |
| 55        | Monica Holler (SWE)    | 64e       |
| 56        | Andrea Thürig (SUI)    | AB        |

| AA Drink-Cycling Team AAD | AA Drink-Cycling Team AAD | AA Drink-Cycling Team AAD |
| ------------------------- | ------------------------- | ------------------------- |
| Num                       | Coureuse                  | Pos                       |
| 61                        | Kirsten Wild (NED)        | 8e                        |
| 62                        | Emma Johansson (SWE)      | 23e                       |
| 63                        | Irene van den Broek (NED) | 37e                       |
| 64                        | Chantal Blaak (NED)       | 59e                       |
| 65                        | Ludivine Henrion (BEL)    | AB                        |
| 66                        | Maxime Groenewegen (NED)  | AB                        |

| Gauss RDZ Ormu GAU | Gauss RDZ Ormu GAU    | Gauss RDZ Ormu GAU |
| ------------------ | --------------------- | ------------------ |
| Num                | Coureuse              | Pos                |
| 71                 | Julia Martisova (RUS) | 9e                 |
| 72                 | Grete Treier (EST)    | 13e                |
| 73                 | Élodie Touffet (FRA)  | 27e                |
| 74                 | Verónica Leal (MEX)   | 39e                |
| 75                 | Silvia Parietti (ITA) | 60e                |
| 76                 | Martina Corazza (ITA) | AB                 |

| Vrienden van het Platteland VVP | Vrienden van het Platteland VVP | Vrienden van het Platteland VVP |
| ------------------------------- | ------------------------------- | ------------------------------- |
| Num                             | Coureuse                        | Pos                             |
| 81                              | Liesbet De Vocht (BEL)          | 7e                              |
| 82                              | Lorian Graham (AUS)             | 24e                             |
| 83                              | Ellen van Dijk (NED)            | 61e                             |
| 84                              | Kristy Miggels (NED)            | 67e                             |
| 85                              | Nikki Butterfield (AUS)         | 68e                             |
| 86                              | An Van Rie (BEL)                | AB                              |

| Vienne Futuroscope FUT | Vienne Futuroscope FUT   | Vienne Futuroscope FUT |
| ---------------------- | ------------------------ | ---------------------- |
| Num                    | Coureuse                 | Pos                    |
| 91                     | Émilie Blanquefort (FRA) | AB                     |
| 92                     | Corine Hierckens (BEL)   | AB                     |
| 93                     | Nathalie Jeuland (FRA)   | AB                     |
| 94                     | Pascale Jeuland (FRA)    | AB                     |
| 95                     | Emmanuelle Merlot (FRA)  | AB                     |

| Giant Pro Cycling GPC | Giant Pro Cycling GPC | Giant Pro Cycling GPC |
| --------------------- | --------------------- | --------------------- |
| Num                   | Coureuse              | Pos                   |
| 101                   | Wang Wenxia (CHN)     | AB                    |
| 102                   | Ma Sufen (CHN)        | AB                    |
| 103                   | Wang Fei (CHN)        | AB                    |
| 104                   | Liu Xin (CHN)         | AB                    |

| Lotto-Belisol Ladiesteam LBL | Lotto-Belisol Ladiesteam LBL | Lotto-Belisol Ladiesteam LBL |
| ---------------------------- | ---------------------------- | ---------------------------- |
| Num                          | Coureuse                     | Pos                          |
| 111                          | Grace Verbeke (BEL)          | 22e                          |
| 112                          | Vera Koedooder (NED)         | 47e                          |
| 113                          | Sara Carrigan (AUS)          | 71e                          |
| 114                          | Emma Mackie (AUS)            | AB                           |
| 115                          | Emma Silversides (GBR)       | AB                           |
| 116                          | Linn Torp (NOR)              | AB                           |

| Bizkaia-Durango BPD | Bizkaia-Durango BPD         | Bizkaia-Durango BPD |
| ------------------- | --------------------------- | ------------------- |
| Num                 | Coureuse                    | Pos                 |
| 121                 | Iosune Murillo Elkano (ESP) | 31e                 |
| 122                 | Arantzazu Azpiroz (ESP)     | AB                  |
| 123                 | Mireia Epelde (ESP)         | AB                  |
| 124                 | Catrine Josefsson (SWE)     | AB                  |
| 125                 | Ana Garcia (ESP)            | AB                  |
| 126                 | Dorleta Zorrilla (ESP)      | AB                  |

| Allemagne GER | Allemagne GER       | Allemagne GER |
| ------------- | ------------------- | ------------- |
| Num           | Coureuse            | Pos           |
| 131           | Denise Zuckermandel | 53e           |
| 132           | Elke Gebhardt       | 57e           |
| 133           | Jana Süss           | AB            |
| 134           | Romy Kasper         | AB            |
| 135           | Virginia Hennig     | AB            |
| 136           | Marlen Jöhrend      | AB            |

| Pays-Bas NED | Pays-Bas NED       | Pays-Bas NED |
| ------------ | ------------------ | ------------ |
| Num          | Coureuse           | Pos          |
| 141          | Regina Bruins      | 40e          |
| 142          | Arenda Grimberg    | 50e          |
| 143          | Sissy van Alebeek  | AB           |
| 144          | Judith Helmink     | AB           |
| 145          | Anne Eversdijk     | AB           |
| 146          | Monique van de Ree | AB           |

| États-Unis USA | États-Unis USA  | États-Unis USA |
| -------------- | --------------- | -------------- |
| Num            | Coureuse        | Pos            |
| 151            | Lauren Franges  | 33e            |
| 152            | Carmen McNellis | 46e            |
| 153            | Megan Guarnier  | AB             |
| 154            | Alison Powers   | AB             |
| 155            | Brooke Miller   | AB             |

| DSB Bank DSB | DSB Bank DSB           | DSB Bank DSB |
| ------------ | ---------------------- | ------------ |
| Num          | Coureuse               | Pos          |
| 1            | Adrie Visser (NED)     | 55e          |
| 2            | Marianne Vos (NED)     | 2e           |
| 3            | Angela Hennig (GER)    | 11e          |
| 4            | Sharon van Essen (NED) | 36e          |
| 5            | Andrea Bosman (NED)    | 56e          |
| 6            | Tina Liebig (GER)      | 69e          |

| High Road Women TMP | High Road Women TMP       | High Road Women TMP |
| ------------------- | ------------------------- | ------------------- |
| Num                 | Coureuse                  | Pos                 |
| 11                  | Chantal Beltman (NED)     | 1re                 |
| 12                  | Ina-Yoko Teutenberg (GER) | 3e                  |
| 13                  | Judith Arndt (GER)        | 14e                 |
| 14                  | Linda Villumsen (DEN)     | 16e                 |
| 15                  | Oenone Wood (AUS)         | 17e                 |
| 16                  | Katherine Bates (AUS)     | 58e                 |

| Cervélo Lifeforce RLT | Cervélo Lifeforce RLT   | Cervélo Lifeforce RLT |
| --------------------- | ----------------------- | --------------------- |
| Num                   | Coureuse                | Pos                   |
| 21                    | Kristin Armstrong (USA) | 10e                   |
| 22                    | Emma Rickards (AUS)     | 18e                   |
| 23                    | Priska Doppmann (SUI)   | 19e                   |
| 24                    | Sarah Düster (GER)      | 29e                   |
| 25                    | Christiane Soeder (AUT) | 41e                   |
| 26                    | Pascale Schnider (SUI)  | 54e                   |

| Equipe Nürnberger Versicherung NUR | Equipe Nürnberger Versicherung NUR | Equipe Nürnberger Versicherung NUR |
| ---------------------------------- | ---------------------------------- | ---------------------------------- |
| Num                                | Coureuse                           | Pos                                |
| 31                                 | Suzanne de Goede (NED)             | 4e                                 |
| 32                                 | Charlotte Becker (GER)             | AB                                 |
| 33                                 | Christina Becker (GER)             | AB                                 |
| 34                                 | Eva Lutz (GER)                     | AB                                 |
| 35                                 | Regina Schleicher (GER)            | AB                                 |
| 36                                 | Trixi Worrack (GER)                | AB                                 |

| Menikini-Selle Italia-Masters Color MSI | Menikini-Selle Italia-Masters Color MSI | Menikini-Selle Italia-Masters Color MSI |
| --------------------------------------- | --------------------------------------- | --------------------------------------- |
| Num                                     | Coureuse                                | Pos                                     |
| 41                                      | Rochelle Gilmore (AUS)                  | 5e                                      |
| 42                                      | Oxana Kozonchuk (RUS)                   | 20e                                     |
| 43                                      | Silvia Valsecchi (ITA)                  | AB                                      |
| 44                                      | Kori Seehafer (USA)                     | AB                                      |
| 45                                      | Trine Schmidt (DEN)                     | AB                                      |

| Bigla BCT | Bigla BCT              | Bigla BCT |
| --------- | ---------------------- | --------- |
| Num       | Coureuse               | Pos       |
| 51        | Noemi Cantele (ITA)    | 25e       |
| 52        | Nicole Brändli (SUI)   | 42e       |
| 53        | Zulfiya Zabirova (KAZ) | 43e       |
| 54        | Andrea Graus (AUT)     | 62e       |
| 55        | Monica Holler (SWE)    | 64e       |
| 56        | Andrea Thürig (SUI)    | AB        |

| AA Drink-Cycling Team AAD | AA Drink-Cycling Team AAD | AA Drink-Cycling Team AAD |
| ------------------------- | ------------------------- | ------------------------- |
| Num                       | Coureuse                  | Pos                       |
| 61                        | Kirsten Wild (NED)        | 8e                        |
| 62                        | Emma Johansson (SWE)      | 23e                       |
| 63                        | Irene van den Broek (NED) | 37e                       |
| 64                        | Chantal Blaak (NED)       | 59e                       |
| 65                        | Ludivine Henrion (BEL)    | AB                        |
| 66                        | Maxime Groenewegen (NED)  | AB                        |

| Gauss RDZ Ormu GAU | Gauss RDZ Ormu GAU    | Gauss RDZ Ormu GAU |
| ------------------ | --------------------- | ------------------ |
| Num                | Coureuse              | Pos                |
| 71                 | Julia Martisova (RUS) | 9e                 |
| 72                 | Grete Treier (EST)    | 13e                |
| 73                 | Élodie Touffet (FRA)  | 27e                |
| 74                 | Verónica Leal (MEX)   | 39e                |
| 75                 | Silvia Parietti (ITA) | 60e                |
| 76                 | Martina Corazza (ITA) | AB                 |

| Vrienden van het Platteland VVP | Vrienden van het Platteland VVP | Vrienden van het Platteland VVP |
| ------------------------------- | ------------------------------- | ------------------------------- |
| Num                             | Coureuse                        | Pos                             |
| 81                              | Liesbet De Vocht (BEL)          | 7e                              |
| 82                              | Lorian Graham (AUS)             | 24e                             |
| 83                              | Ellen van Dijk (NED)            | 61e                             |
| 84                              | Kristy Miggels (NED)            | 67e                             |
| 85                              | Nikki Butterfield (AUS)         | 68e                             |
| 86                              | An Van Rie (BEL)                | AB                              |

| Vienne Futuroscope FUT | Vienne Futuroscope FUT   | Vienne Futuroscope FUT |
| ---------------------- | ------------------------ | ---------------------- |
| Num                    | Coureuse                 | Pos                    |
| 91                     | Émilie Blanquefort (FRA) | AB                     |
| 92                     | Corine Hierckens (BEL)   | AB                     |
| 93                     | Nathalie Jeuland (FRA)   | AB                     |
| 94                     | Pascale Jeuland (FRA)    | AB                     |
| 95                     | Emmanuelle Merlot (FRA)  | AB                     |

| Giant Pro Cycling GPC | Giant Pro Cycling GPC | Giant Pro Cycling GPC |
| --------------------- | --------------------- | --------------------- |
| Num                   | Coureuse              | Pos                   |
| 101                   | Wang Wenxia (CHN)     | AB                    |
| 102                   | Ma Sufen (CHN)        | AB                    |
| 103                   | Wang Fei (CHN)        | AB                    |
| 104                   | Liu Xin (CHN)         | AB                    |

| Lotto-Belisol Ladiesteam LBL | Lotto-Belisol Ladiesteam LBL | Lotto-Belisol Ladiesteam LBL |
| ---------------------------- | ---------------------------- | ---------------------------- |
| Num                          | Coureuse                     | Pos                          |
| 111                          | Grace Verbeke (BEL)          | 22e                          |
| 112                          | Vera Koedooder (NED)         | 47e                          |
| 113                          | Sara Carrigan (AUS)          | 71e                          |
| 114                          | Emma Mackie (AUS)            | AB                           |
| 115                          | Emma Silversides (GBR)       | AB                           |
| 116                          | Linn Torp (NOR)              | AB                           |

| Bizkaia-Durango BPD | Bizkaia-Durango BPD         | Bizkaia-Durango BPD |
| ------------------- | --------------------------- | ------------------- |
| Num                 | Coureuse                    | Pos                 |
| 121                 | Iosune Murillo Elkano (ESP) | 31e                 |
| 122                 | Arantzazu Azpiroz (ESP)     | AB                  |
| 123                 | Mireia Epelde (ESP)         | AB                  |
| 124                 | Catrine Josefsson (SWE)     | AB                  |
| 125                 | Ana Garcia (ESP)            | AB                  |
| 126                 | Dorleta Zorrilla (ESP)      | AB                  |

| Allemagne GER | Allemagne GER       | Allemagne GER |
| ------------- | ------------------- | ------------- |
| Num           | Coureuse            | Pos           |
| 131           | Denise Zuckermandel | 53e           |
| 132           | Elke Gebhardt       | 57e           |
| 133           | Jana Süss           | AB            |
| 134           | Romy Kasper         | AB            |
| 135           | Virginia Hennig     | AB            |
| 136           | Marlen Jöhrend      | AB            |

| Pays-Bas NED | Pays-Bas NED       | Pays-Bas NED |
| ------------ | ------------------ | ------------ |
| Num          | Coureuse           | Pos          |
| 141          | Regina Bruins      | 40e          |
| 142          | Arenda Grimberg    | 50e          |
| 143          | Sissy van Alebeek  | AB           |
| 144          | Judith Helmink     | AB           |
| 145          | Anne Eversdijk     | AB           |
| 146          | Monique van de Ree | AB           |

| États-Unis USA | États-Unis USA  | États-Unis USA |
| -------------- | --------------- | -------------- |
| Num            | Coureuse        | Pos            |
| 151            | Lauren Franges  | 33e            |
| 152            | Carmen McNellis | 46e            |
| 153            | Megan Guarnier  | AB             |
| 154            | Alison Powers   | AB             |
| 155            | Brooke Miller   | AB             |

Les dossards ne sont pas connus.